# Телевізійна передача
Телевізі́йна перед́ача, телерадіопередача, телепереда́ча — змістовно завершена частина програми ТБ з відповідною назвою, обсягом трансляції й авторським знаком, що може бути використана незалежно від інших частин програми і розглядається як цілісний інформаційний продукт.
Телерадіопередачі розрізняють за жанром, рейтингом та цікавістю (наприклад, новини, реклама).